# Hans Geister
Hans Geister (Duisburg, 28 settembre 1928 – 16 maggio 2012) è stato un velocista tedesco.

## Palmarès

### Olimpiadi
- Bronzo a Helsinki 1952 nella staffetta 4×400 metri.

### Europei
- Argento a Berna 1954 nella staffetta 4×400 metri.